# (32521) 2001 OR80
2001 OR80 (asteroide 32521) é um asteroide da cintura principal. Possui uma excentricidade de 0.15384250 e uma inclinação de 13.14695º.
Este asteroide foi descoberto no dia 29 de julho de 2001 por LINEAR em Socorro.